# مقاطعة وايت (جورجيا)
مقاطعة وايت (بالإنجليزية: White County)‏ هي إحدى المقاطعات في ولاية جورجيا في الولايات المتحدة الأمريكية.